# David P. Williamson
Pour les articles homonymes, voir Williamson.
David Paul Williamson (né en 1967) est un mathématicien américain, professeur de recherche opérationnelle à l'université Cornell et rédacteur en chef du SIAM Journal on Discrete Mathematics . 

## Formation et carrière
Il obtient son doctorat en 1993 du Massachusetts Institute of Technology sous la direction de Michel Goemans, avec une thèse intitulée « On the design of approximation algorithms for a class of graph problems ». Il travaille comme post-doctorant auprès d'Éva Tardos à l'université Cornell puis au IBM Thomas J. Watson Research Center. De 2000 à 2003 il est Senior Manager du Computer Science Principles and Methodologies Group au Almaden Research Center d'IBM. Depuis 2004 il est professeur à l'université Cornell. 

## Travaux
Il est surtout connu pour ses travaux avec Goemans sur les algorithmes d'approximation basés sur la programmation semi-définie (notamment pour le problème de la coupe maximum), pour lesquels ils ont remporté le prix Fulkerson en 2000. Il a également reçu le prix Frederick W. Lanchester en 2013, conjointement avec David Shmoys. En 2022, il a reçu le prix Leroy P. Steele pour sa contribution séminale à la recherche, avec Michel Goemans, pour leur article "Improved Approximation Algorithms for Maximum Cut and Satisfiability Problems Using Semidefinite Programming," (publié en 1995 dans le Journal of the ACM).

## Prix et distinctions
- 1994 : Prix A.-W.-Tucker[7]
- 1996 : Prix DiPrima
- 1999 : Prix SIAM Group of Optimization
- 2000 : Prix Fulkerson (avec Michel Goemans)
- 2010 : Prix de recherche Humboldt
- 2013 : Prix Frederick W. Lanchester[8]
- Depuis 2013 : Membre de l'Association for Computing Machinery
- 2022 : Prix Leroy P. Steele

## Publications
- avec David Shmoys: The Design of Approximation Algorithms, Cambridge University Press 2011.
- avec Guolong Lin, Chandrashekhar Nagarajan, Rajmohan Rajaraman: A General Approach for Incremental Approximation and Hierarchical Clustering, SIAM Journal on Computing, vol 39, 2010, pp. 3633–3669.
- avec Mateo Restrepo: A Simple GAP-Canceling Algorithm for the Generalized Maximum Flow Problem, Mathematical Programming, vol 118, 2009, pp. 47–74.
- avec Anke van Zuylen Deterministic Pivoting Algorithms for Constrained Ranking and Clustering Problems, Mathematics of Operations Research, vol 34, 2009, pp. 594–620.
- avec Yogeshwer Sharma: Stackelberg Thresholds in Network Routing Games or the Value of Altruism, Games and Economic Behavior, vol 67, 2009, pp. 174–190.
- avec Goemans: Improved approximation algorithms for the maximum cut and satisfiability problems using semi-definite programming, Journal of the ACM, vol 42, 1995, pp. 1115–1145.